# Innocenci Cybo
Innocenci Cybo (Gènova, 25 d'agost de 1491 † Roma, 23 de setembre de 1550) fou un cardenal italià.

## Biografia
Fill de Franceschetto Cibo i Maddalena de Medici, la filla de Llorenç el Magnífic.
Va ser educat probablement en la cort dels Mèdici. Quan el seu oncle Giovanni de Mèdici va ser elegit Papa el març 1513, els beneficis per als Cybo van ser més abundantment.
Va ser nomenat cardenal el 1513 pel seu oncle el papa Lleó X.
Va ser bisbe d'Aleria del 1518 a 1520.
L'11 de maig de 1520, va ser nomenat arquebisbe de Gènova pel favor del seu oncle el papa Lleó X. Per un breu període de tres mesos de 1521 va ser el cardenal Camarlenc de la Santa Església Romana, però se li va "permetre" vendre l'oficina per la suma de 35.000 ducats a un altre dels favorits de Lleó, el cardenal Francesco Armellino de' Medici.
El 1527 va tenir un paper important en la coronació de l'emperador Carles V, que va tenir lloc a Bolonya el 1530.
El 1532 i 1533 va ser enviat per ordre de Climent VII, a governar Florència durant l'absència del duc Alessandro de Mèdici. Va ser un dels quatre Cardenals nomenats executors de la voluntat del papa Climent. En el conclave després de la mort de Climent, on tenia esperances de ser successor seu, però va ser eclipsat pel futur Pau III, i, posteriorment, va tornar a Florència. Però aquí les seves relacions amb els Medici, i el Gran Duc Cosme I de Mèdici es van deteriorar, i es va traslladar a la vil·la Massa Carrara, el 1540. Dos anys més tard, la seva lleialtat a la causa imperial es va veure recompensat amb el títol de cardenal protector d'Alemanya.
El 1532 va ser enviat pel papa Climent VII per donar suport a les fortunes de la ciutat durant l'absència del duc Alessandro (1532).
Va ser administrador apostòlic de l'arxidiòcesi de Messina del 14 de juny 1538 a la seva mort.
Va participar en els conclaves de 1521-1522, 1523, 1534 i 1549-1550.
A Roma, va viure al Palazzo Altemps.